# Latania lontaroides
Latania lontaroides là loài thực vật có hoa thuộc họ Arecaceae. Loài này được (Gaertn.) H.E.Moore mô tả khoa học đầu tiên năm 1963.

## Hình ảnh

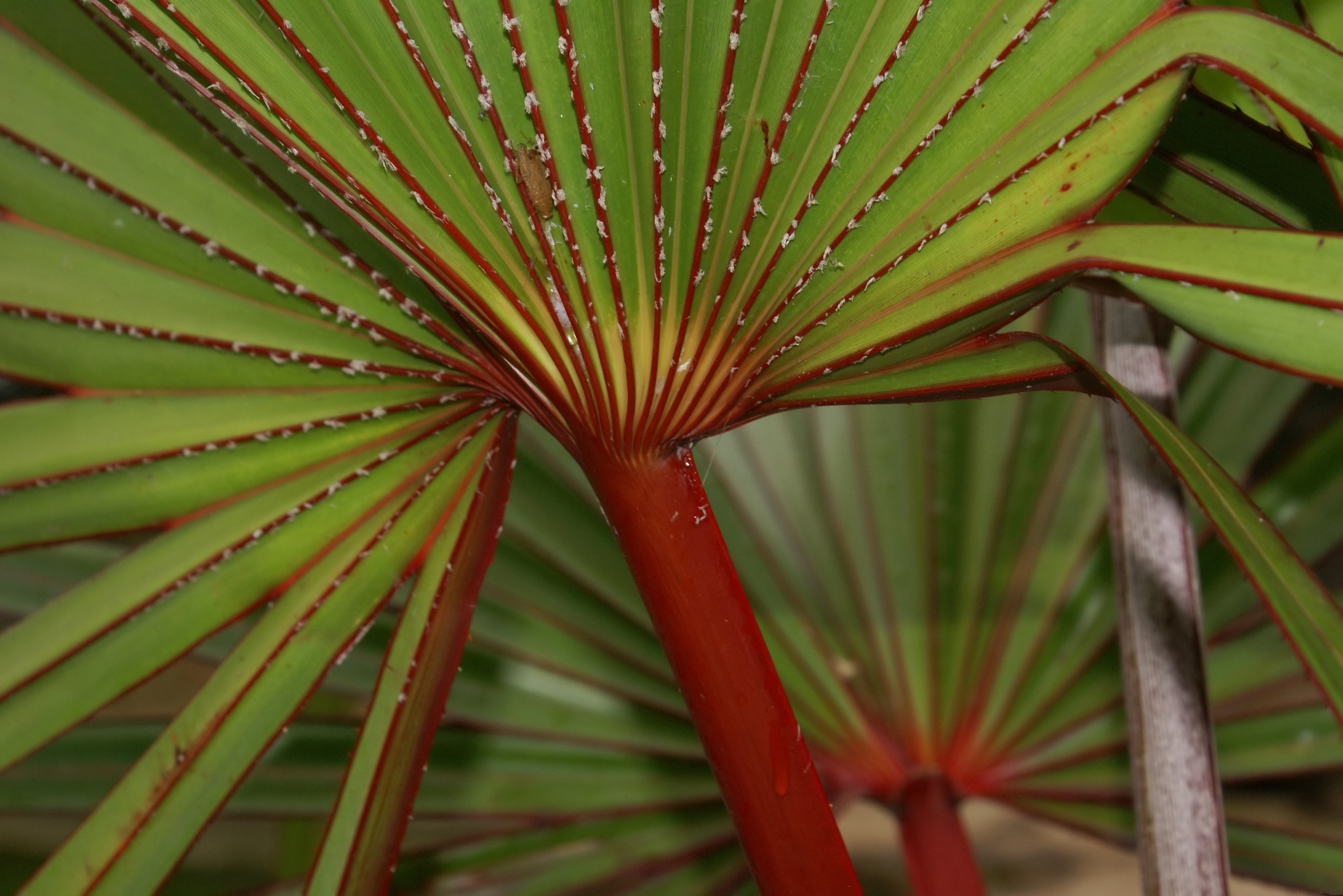
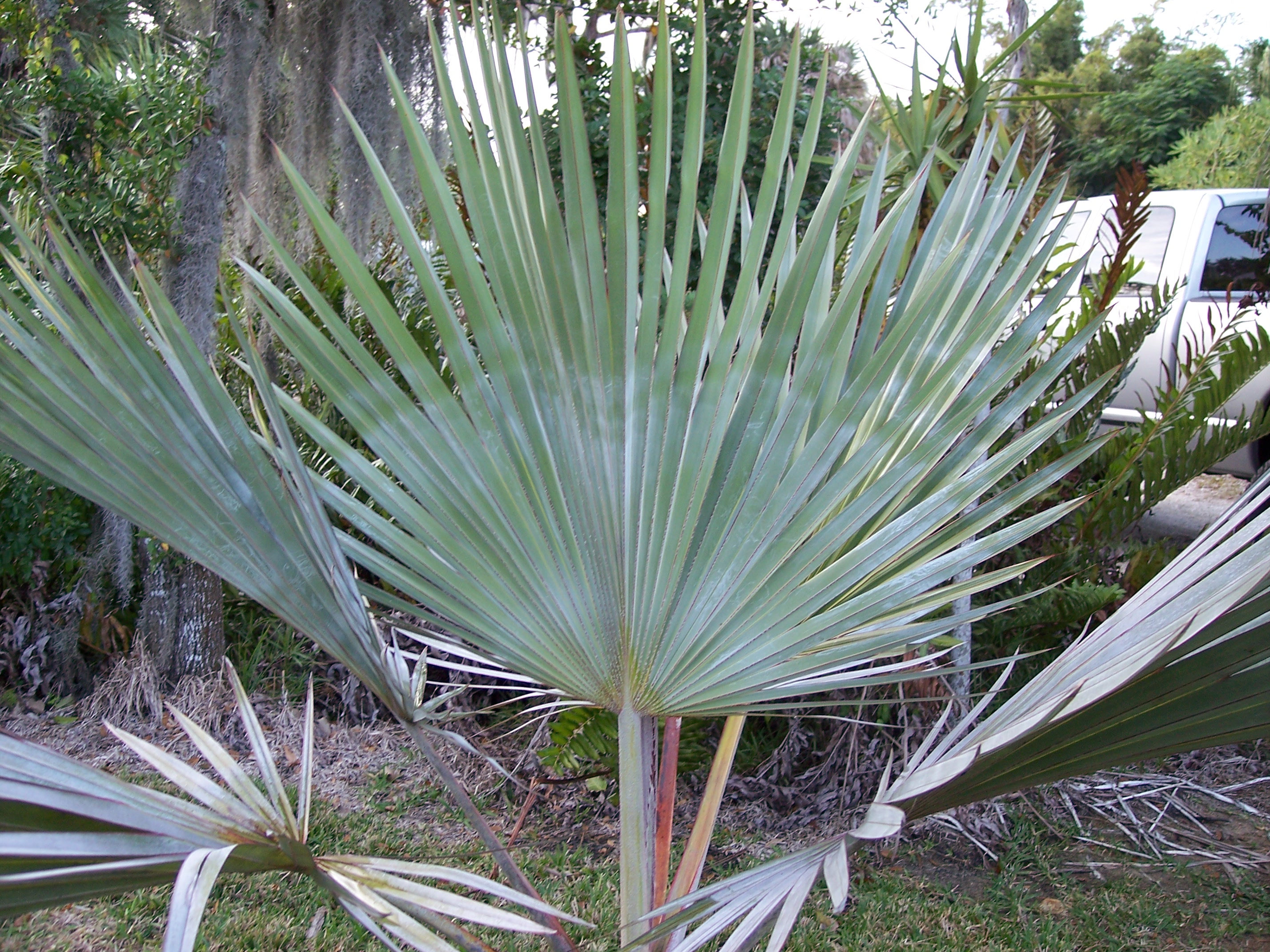
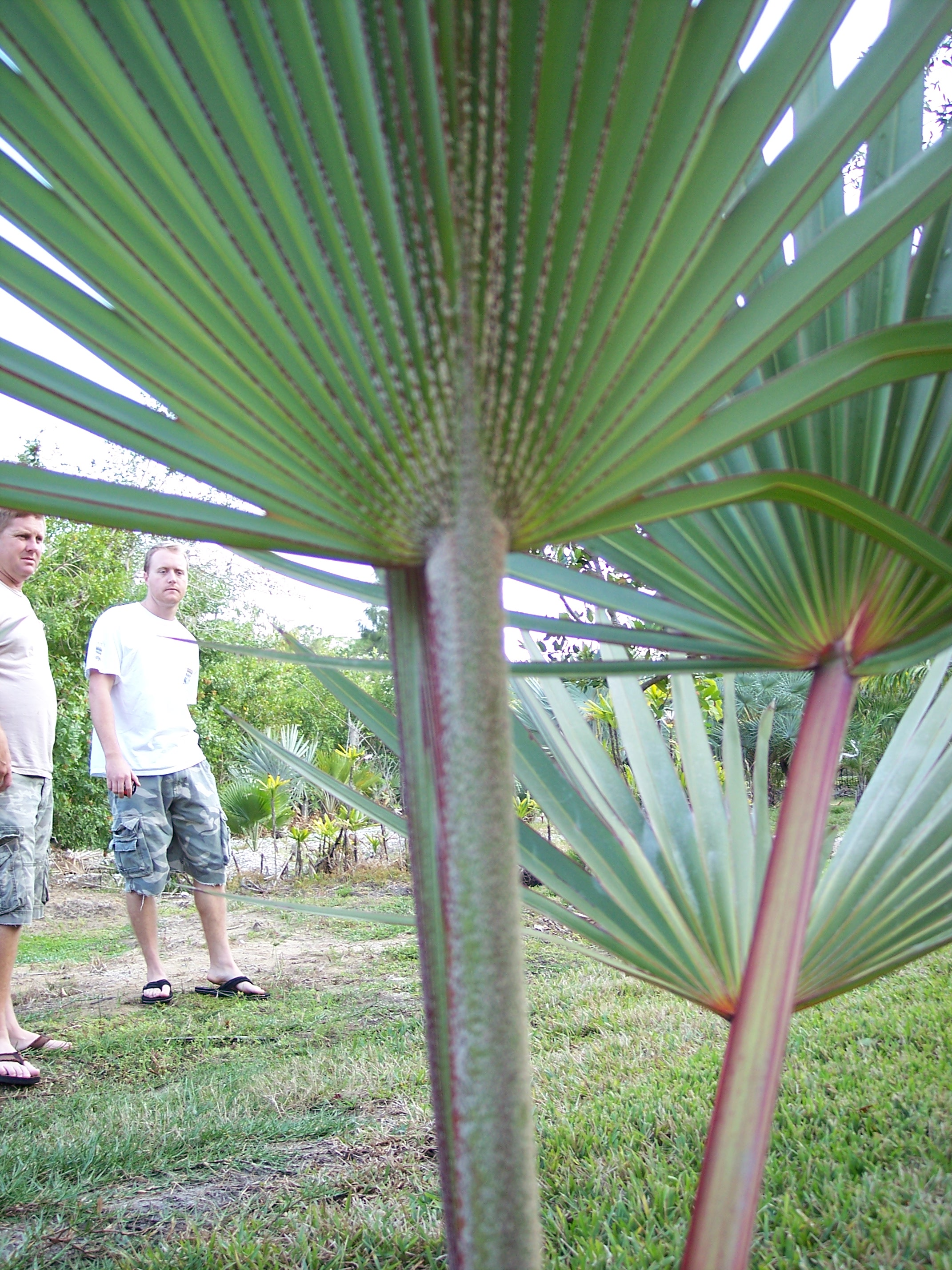